# آن سونگ جه
آن سونگ جه (کره‌ای: 안성재) که به‌طور حرفه‌ای با نام سونگ آن (انگلیسی: Sung Anh) شناخته می‌شود، سرآشپز اهل کره جنوبی است. رستوران او، موسو، جایزه سه ستاره میشلین را برای سال‌های ۲۰۲۳ و ۲۰۲۴ دریافت کرد. او یکی از دو داور برنامه مسابقه آشپزی نتفلیکس به نام جنگ‌های کلاس آشپزی بود.